# People Before Profit/Solidarity
Die People Before Profit/Solidarity (irisch Pobal Roimh Bhrabús / Dlúthphairtíocht, deutsch „Menschen vor Profit / Solidarität“,PBPS oder PBP–S) ist ein irischer Parteienzusammenschluss zwischen People Before Profit (PBP), Solidarity und von September 2019 bis Februar 2021 RISE. Er vertritt sozialistische sowie trotzkistische Grundeinstellungen.

## Geschichte
Im Jahr 2016 trat der 2015 gegründete Parteienzusammenschluss erstmals zu Wahlen des Dáil Éireann an, war jedoch in der vorherigen Legislaturperiode bereits durch Abgeordnete der Socialist Party, die hinter der Solidarity steht, sowie Abgeordnete der PBP dort vertreten. Zu den Wahlen wurde ein Grundsatzpapier präsentiert. Allerdings veröffentlichten sowohl Solidarity als auch die PBP unterschiedliche Wahlprogramme, so dass von einer im Detail unterschiedlichen Akzentsetzung der beiden Parteien ausgegangen werden kann. Solidarity-PBP wurde zur fünftstärksten Kraft und gewann 6 von 158 Sitzen im Dáil Éireann.
Seit September 2019 umfasst das Bündnis auch die von Paul Murphy gegründete nicht registrierte Partei RISE. Am 28. Februar 2021 fusionierte RISE, die sich zuvor 2019 von Solidarity getrennt hatte, mit People Before Profit. RISE verwaltet seine Medien und fungiert als interne Organisation.
Im Jahr 2020 änderte die Gruppe ihren eingetragenen Namen in People Before Profit/Solidarity.

## Name des Parteienzusammenschlusses
- Anti-Austerity Alliance–People Before Profit, 2015 – März 2017
- Solidarity–People Before Profit (S–PBP), März 2017 – 2020
- People Before Profit/Solidarity (PBPS oder PBP–S), seit 2020

## Abgeordnete des Dáil Éireann
Bei den Wahlen zum Dáil Éireann 2024 wurden 3 Abgeordnete gewählt:
| Partei oder Organisation     | Name                 | Wahlkreis         |
| ---------------------------- | -------------------- | ----------------- |
| People Before Profit         | Richard Boyd Barrett | Dún Laoghaire     |
| People Before Profit         | Paul Murphy          | Dublin South-West |
| Solidarity (Socialist Party) | Ruth Coppinger       | Dublin West       |

## Wahlergebnisse
| Jahr | Wahl                | Stimmenanteil | Sitze |
| ---- | ------------------- | ------------- | ----- |
| 2016 | Dáil Éireann 2016 1 | 3,9 %         | 6/158 |
| 2019 | Europawahl 2019 2   | 2,3 %         | 0/11  |
| 2020 | Dáil Éireann 2020 2 | 2,6 %         | 5/160 |
| 2024 | Europawahl 2024     | 1,8 %         | 0/14  |
| 2024 | Dáil Éireann 2024   | 2,8 %         | 3/174 |